# Amphicoma davidis
Amphicoma davidis es una especie de coleóptero de la familia Glaphyridae.

## Distribución geográfica
Habita en Yunnan y Tonkin.